# Christian Borel
Ne doit pas être confondu avec Christian Morel.
Pour les articles homonymes, voir Borel.
Christian Borel est un footballeur professionnel français, né le 13 novembre 1956 à Caen.
Il évoluait au poste d'attaquant.

## Clubs
- 1975 1976  :  INF Vichy
- 1976 1977  :  Lille OSC (D1) : 12 matchs, 1 but[1]
- 1978 1979  :  SC Bastia (D1)  : 11 matchs, 2 buts